# Wulismeni
Jezioro Wulismeni (gr. Λίμνη Βουλισμένη, Límni Voulisméni) – niegdyś niewielkie jezioro słodkowodne, obecnie połączone z morzem kanałem, położone w centrum miasta Ajos Nikolaos na Krecie. 
Ma kształt kolisty przy maksymalnej szerokości 137 m i głębokość 64 metry. Połączenie z miejskim portem umożliwia kanał zbudowany w 1870. Widok całego jeziora dostępny jest z położonego wyżej parku miejskiego. 
Według legend w Wulismeni zażywała kąpieli bogini Atena. Corocznie w dniu prawosławnej Wielkanocy nad brzegami jeziora odbywają się świąteczne uroczystości, połączone m.in. z pokazem ogni sztucznych. Według miejscowej legendy jezioro jakoby jest bezdenne. Przekonanie to powstało wskutek nieproporcjonalnie dużej głębokości jeziora względem jego powierzchni oraz z zaobserwowanych zmian poziomu wody po trzęsieniu ziemi na Santorini w 1956. Mimo domniemań istnienia podziemnego połączenia między Wulismeni a wyspą Santorini, dotychczasowe badania naukowe nie potwierdziły prawdziwości takiego poglądu.